# Charles Dugas
Charles Dugas (geboren am 22. Oktober 1885 in Alès; gestorben am 4. Oktober 1957 in Montpellier) war ein französischer Klassischer Archäologe, Dekan der Fakultät für Geisteswissenschaften an der Universität Lyon. Als ausgewiesener Spezialist für griechische Vasenmalerei und Keramik war er von 1954 bis 1957 Direktor des Corpus Vasorum Antiquorum.

## Leben

### Studium
Charles Dugas besuchte zunächst das Lycée Jean-Baptiste Dumas in Alès, bevor am hoch angesehenen Lycée Henri IV in Paris sein Baccalauréat erlangte. Als Absolvent eines zum weiteren Studium an einer der Grandes Écoles qualifizierenden Instituts nahm er im Jahr 1904 ein Studium der Geisteswissenschaften an der École normale supérieure in Paris auf. Nach seinem Studiumsabschluss 1907, der agrégation de lettres, konzentrierten sich seine Interessen auf das Gebiet der Klassischen Archäologie. Er wurde 1908 Mitarbeiter der École française d’Athènes, die zu dieser Zeit von Maurice Holleaux geleitet wurde. In der Zeit seiner Arbeit für die Ècole nahm er an den französischen Ausgrabungen in Tegea, Delphi und Delos teil. Im akademischen Jahr 1912/13 war er Mitglied der École des hautes études hispanique in Madrid, kehrte aber mit Beginn des Ersten Weltkriegs nach Athen zurück und diente als freier Mitarbeiter der Ècole française dem französischen Militärattaché der Seestreitkräfte als Übersetzer. Seine während des Krieges in Griechenland gewonnenen Kenntnisse und Erfahrungen veröffentlichte er 1919 unter dem Pseudonym Charles Frégier und dem Titel Les étapes de la crise grecque (1915–1918).

### Montpellier
Im Jahr 1919 wurde er Dozent an der Universität Montpellier. Zu dieser Zeit hatte er schon einige gewichtige Artikel veröffentlicht, beginnend 1910 mit der historischen Untersuchung Agésilas en Asia Mineure, gefolgt vom Artikel Sculpture für das renommierte Dictionnaire des Antiquités Grecques et Romaines sowie dem umfassenden, kenntnisreich geschriebenen und das Material innovativ strukturierenden Artikel Vasa für eben dieses Dictionnaire. Im Auftrag der Union Académique Internationale verfasste er für das 1919 gegründete Corpus Vasorum Antiquorum die Klassifizierung der von den ägäischen Inseln stammenden griechischen Keramik. 1928 folgte eine ebensolche Arbeit zur lakonischen, früher kyrenisch genannten Keramik – ein Arbeitsgebiet, dem sich Charles Dugas mehr als zwanzig Jahre zuvor erstmals zugewandt hatte.
Einem breiteren Publikum machte er die griechische Vasenmalerei mit seiner 1924 veröffentlichten Monographie La Céramique grecque zugänglich. Im gleichen Jahr legte er mit Jules Étienne Berchmans und Mogens Becker Clemmensen die Ergebnisse der Ausgrabungen im Heiligtum der Athena Alea von Tegea vor. Eine Vorarbeit war bereits 1921 erschienen. Es folgte 1925 seine Dissertation über die Keramik der Kykladen (La céramique des Cyclades), mit der er in Paris promoviert wurde und die ihm internationales Renommée einbrachte.

### Lyon
Nachdem Charles Picard 1927 auf den Lehrstuhl für Klassische Archäologie an der Universität Paris berufen worden war, folgte ihm 1928 Charles Dugas auf dem nun vakanten Lehrstuhl an der Universität Lyon. 1931 wurde er korrespondierendes, 1942 Mitglied der Académie des inscriptions et belles-lettres. Seine Wahl zum Dekan der geisteswissenschaftlichen Fakultät der Universität Lyon im Jahr 1939 wurde vom Vichy-Regime für nichtig erklärt und Charles Dugas seines Amtes enthoben. Während der Regime-Zeit ließ er Listen jüdischer Studenten der Fakultät verschwinden, was ihm hoch angerechnet wurde. Nach der Libération wurde die Amtsenthebung rückgängig gemacht und Charles Dugas wirkte bis 1955 als Dekan. Die Académie royale des Sciences, des Lettres et des Beaux-Arts de Belgique wählte ihn 1952 zu ihrem Mitglied. Als Nachfolger von Alfred Merlin wurde er 1954 Direktor des internationalen Projektes Corpus Vasorum Antiquorum, das er bis zu seinem Ruhestand 1957 leitete. Er wurde auf dem protestantischen Friedhof von Saint-Hippolyte-du-Fort bestattet.
Während der Lyoner Zeit entstanden umfangreiche Werke zur griechischen Keramik, viele aus der Aufarbeitung der Ausgrabungen von Delos hervorgegangen, die Charles Dugas sein Leben lang beschäftigten. Doch auch der hochklassischen attischen Keramik galt seine Interesse und mit Aufsätzen griff er in die Diskussion um das Aufkommen des rotfigurigen Stils ein, widmete sich der Vasenmalerei zur Zeit des Perikles oder wandte sich einzelnen Vasenmalern wie Aison zu. Die Bildsprache dieses Kunsthandwerks und ihr Verhältnis zur literarischen Überlieferung der Zeit zu analysieren, war – neben stilistischen und formgeschichtlichen Aspekten – bestimmend für seine Forschungen.

## Publikationen (Auswahl)
Für Band 1 der Bibliothèque de la société des amis de la bibliothèque Salomon Reinach wurden unter dem Titel Recueil Charles Dugas die wichtigsten, zwischen 1932 und 1957 veröffentlichten und von Henri Metzger ausgewählten Artikel von Charles Dugas wieder abgedruckt. Den Texten wurde eine Bibliographie zum Werk Charles Dugas’ vorangestellt.
- Les fouilles de Tégée (1910). Alphonse Picard et Fils, Paris 1911.
- als Charles Frégier: Les étapes de la crise grecque, 1915–1918. Bossard, Paris 1919.
- La Céramique grecque. Payot, Paris 1924.
- mit Jules Étienne Berchmans, Mogens Becker Clemmensen: Le Sanctuaire d’Aléa Athéna à Tégée au IVe siècle. Geuthner, Paris 1924.
- La Céramique des Cyclades. Éditions de Boccard, Paris 1925.
- Classification des céramiques antiques. Céramiques Lacono-Cyrenéennes. Union Académique Internationale, Paris 1928.
- Aison et la peinture céramique à Athènes à l’époque de Périclès. Laurens, Paris 1930.
- Le Trésor de céramique de Délos. Éditions de Boccard, Paris 1930.
- mit Robert Flacelière: Thésée, images et récits. Éditions de Boccard, Paris 1958.
- Recueil Charles Dugas. Éditions de Boccard, Paris 1960 (postum)

Für die Publikation der Exploration Archéologique de Délos veröffentlichte er folgende Bände:
- Les Vases de l’Héraion (= Exploration archéologique de Délos. Band 10). École française d’Athènes, Paris 1928.
- Les vases préhelléniques et géométriques (= Exploration archéologique de Délos. Band 15). École française d’Athènes, Paris 1934.
- Les vases orientalisants de style non mélien (= Exploration archéologique de Délos. Band 17). École française d’Athènes, Paris 1935.
- Les vases attiques à figures rouges (= Exploration archéologique de Délos. Band 21). École française d’Athènes, Paris 1952.